# El Melgue
El Melgue è uno dei tre comuni del dipartimento di Kiffa, situato nella regione di Assaba in Mauritania. Contava 10.592 abitanti nel censimento della popolazione del 2000 e 10.747 nel 2013.